# كويفا ديل فانتازما
كويفا ديل فانتازما (بالإسبانية: Cueva de El Fantasma)‏ (وتعني كهف الشبح) هو كهف ضخم في جنوب فنزويلا، يقع الكهف في واحد من المواقع الأثرية غنى حيويًا وقدمًا جيولوجيًا في العالم. ويتسع الكهف كفايةً لهبوط طائرتي هيليكوبتر.